# Judge Not; or The Woman of Mona Diggings
Judge Not; or The Woman of Mona Diggings is een Amerikaanse dramafilm uit 1915 onder regie van Robert Z. Leonard.

## Verhaal
Molly Hanlon is ongelukkig getrouwd met Lee Kirk, een caféhouder uit Montana. Ze leert Miles Rand kennen en leent hem geld. Jaren later is Miles een belangrijke rechter in Manhattan. Wanneer hij Molly tijdens een feestje opnieuw ontmoet, is zij ervan overtuigd dat haar man is omgekomen in een brand. Lee duikt echter weer op en ze vermoordt hem uit zelfverdediging. Miles is intussen verliefd geworden op Molly en hij neemt de handschoen voor haar op. Molly wordt vrijgesproken en ze kan trouwen met Miles.

## Rolverdeling
| Acteur              | Personage         |
| ------------------- | ----------------- |
| Julia Dean          | Molly Hanlon      |
| Harry Carter        | Lee Kirk          |
| Harry Carey         | Miles Rand        |
| Marc Robbins        | Rechter Rand      |
| Kingsley Benedict   | Clarence Van Dyne |
| Joseph Singleton    | Predikant         |
| Paul Machette       | Texas Joe         |
| Lydia Yeamans Titus | Huishoudster      |
| Walter Belasco      | Barman            |